# توماس ماروني
توماس ماروني (بالإنجليزية: Thomas Maroney)‏ هو منافس ألعاب قوى أمريكي، ولد في 12 أغسطس 1895 في نيويورك في الولايات المتحدة، وتوفي في 1971.

## وصلات خارجية
- توماس ماروني على موقع أوليمبيديا (الإنجليزية)